# Chironomus annulatus
Chironomus annulatus är en tvåvingeart som först beskrevs av Macquart 1826.  Chironomus annulatus ingår i släktet Chironomus och familjen fjädermyggor.
Artens utbredningsområde är Frankrike. Inga underarter finns listade i Catalogue of Life.